# 이명호 (KBS 성우)
이명호(1983년 7월 9일 ~ )는 대한민국의 성우로, 2015년 한국방송 성우극회 공채 40기로 입사했다.

## 출연작

### 애니메이션
- 뚝딱맨(EBS) - 하니, 꼼지
- TV유치원(KBS) - 삐아, 밀리
- 샤이닝 스타(MBC) - 채나라
- 꼬꼬마 텔레토비(KBS) - 뽀, 마이크, 여자 해설
- 팡팡다이노(KBS) - 카카, 내레이션
- 숲 속 친구 스토니즈(KBS1) - 제돌이
- 다이노 파워즈(KBS) - 님다, 하뉘
- 매지컬: 공주를 웃겨라 - 링고, 어린 테오
- 샤샤 앤 마일로(EBS) - 샤샤
- 반짝반짝 캐치! 티니핑(KBS) - 까르핑
- 슈팅스타 캐치! 티니핑(KBS) - 초롱핑
- 프리큐어 올스타즈 뉴스테이지 3 영원한 친구(대원방송) - 진달래(큐어 블로섬)
- 트로피컬 루즈! 프리큐어(대원방송) - 진달래(큐어 블로섬)
- 크리켓팡(MBC) - 리키, 라라
- 로보카 폴리(EBS) - 원더
- 엄마 까투리(EBS) - 길고양이 2, 몽실
- 헬로 카봇 X(SBS) - 마이티 크루
- 댕댕 어드벤처(KBS) - 은우

### OST
댕댕 어드벤처 오프닝 엔딩

### 외화
- 닥터후 시즌 10(KBS) - 카(레베카 벤슨) / 알릿(브리아나 샨)
- 닥터 포스터 시즌 2(KBS) - 이소벨(호프 로이드)
- 월요일이 사라졌다(KBS) - 소녀(라라 데카로)
- 호크아이 - 비숍의 비서(애슐리 아메스)

### 비디오 게임
- 쿠키런: 킹덤 - 구미호맛 쿠키

### 라디오

#### KBS
소설극장 (KBS 3라디오)
- 2015.01.17~2015.05.07 미겔 데 세르반테스 作 <돈 끼호테>
- 2015.05.08~2015.06.28 박민규 作 <죽은 왕녀를 위한 파반느>
- 2015.06.29~2015.08.15 프레드릭 배크만 作 <오베라는 남자>
- 2015.08.16~2015.10.02 은희경 作 <새의 선물> (할머니)
- 2015.10.03~2015.11.26 이광수 作 <무정> (박영채)
- 2015.11.27~2016.01.08 양귀자 作 <원미동 사람들 - 마지막 땅 / 찻집 여자> (정미 어머니/여자)
- 2016.02.25~2016.03.31 장강명 作 <표백> (정세화)
- 2016.04.01~2016.05.19 김언수 作 <설계자들> (미토)
- 2016.05.20~2016.06.27 강태식 作 <굿바이 동물원>

라디오 문학관 (KBS 라디오)
- 2015.02.22 전성태 作 <소풍> (여사장)
- 2015.03.01 윤성희 作 <휴가> (둘째)
- 2015.04.19 최은미 作 <근린> (아이)
- 2015.05.03 이평재 作 <악어 패밀리> (3 엄마)
- 2015.05.24 송지현 作 <흔한, 가정식 백반> (카운터 이모)
- 2015.06.21 김연수 作 <벚꽃 새해> (여 성우)
- 2015.06.28 성석제 作 <블랙박스> (편집장)
- 2015.07.12 윤이형 作 <러브 레플리카> (여직원)
- 2015.07.19 김성종 作 <1973년 여름, 베를린의 안개> (마리안느)
- 2015.07.26 이승영 作 <어떤 살인사건> (중년여성)
- 2015.08.02 이윤돌 作 <장미가 지는 계절> (노파1)
- 2015.08.09 정민철 作 <귀로> (여 후배)
- 2015.09.13 정소현 作 <어제의 일들> (예숙)
- 2015.09.27 작자미상 <장화홍련전> (선녀)
- 2015.10.04 이기호 作 <권순찬과 착한 사람들> (아내)
- 2015.11.08 김나정 作 <어쩌다> (여성대표)
- 2015.11.29 윤민우 作 <원피스> (상담원)
- 2015.12.06 김애란 作 <너의 여름은 어떠니> (푸드파이터)
- 2016.01.03 전성태 作 <영접> (박송이)
- 2016.01.17 이청해 作 <어디까지 왔나> (여자1)
- 2016.01.24 김경주 作 <태엽> (해설)
- 2016.02.07 이수경 作 <자연사 박물관> (딸)
- 2016.02.21 김현경 作 <핀 캐리> (이웃)
- 2016.03.06 장마리 作 <가족의 증명> (원장)
- 2016.03.13 김저운 作 <개는 어떻게 꿈꾸는가> (어머니)
- 2016.04.03 박황 作 <해우> (여 성우)
- 2016.04.10 성은영 作 <귀향의 끝> (아내)
- 2016.05.01 전성태 作 <영접> (박송이)
- 2016.06.19 백수린 作 <중국인 할머니> (문상객3)
- 2016.07.31 김주동 作 <조합인간> (서점주인)
- 2016.08.28 송시우 作 <좋은친구> (중년女)
- 2016.09.04 홍지화 作 <드라이아이스> (어린 민재)
- 2016.09.11 김호경 作 <남자의 아버지> (희영)
- 2016.10.09 김영하 作 <너를 사랑하고도> (엄마)
- 2016.11.13 문경민 作 <곰씨의 동굴> (주무관)
- 2016.11.20 고은규 作 <오빠의 알레르기> (정아)
- 2016.11.27 조수경 作 <내 사람이여> (주혜)

KBS 무대 (KBS 라디오)
- 2015.04.04 <상어가 멈춘다> (아줌마)
- 2015.04.18 <어느 쨍한 날> (금난)
- 2015.05.09 <아버지의 이름으로> (카페 종업원)
- 2015.06.13 <햇살에 쓰는 일기> (방송)
- 2015.06.20 <동갈 할미꽃> (아이2)
- 2015.07.18 <못난이들의 여름> (행인)
- 2015.08.01 <푸르고 시린> (방가아이)
- 2015.08.08 <금혼식> (여직원)
- 2015.08.29 <죽거나 죽이거나> (국밥집 점원)
- 2015.09.12 <별일 없이 산다> (여직원)
- 2015.09.19 <사랑을 연결합니다> (지영)
- 2015.11.14 <만삭의 세입자> (직원)
- 2015.11.21 <아버지의 탄생> (어린 윤호)
- 2015.12.05 <울 아빠는 아이돌> (인나)
- 2015.12.12 <카페라떼의 여자> (기계)
- 2015.12.19 <몸 빌려주는 남자> (귀신4)
- 2015.12.26 <뺑, 로또 그리고 선물> (수퍼)
- 2016.01.02 <둥근 달이 떴습니다> (서진)
- 2016.01.30 <더불어 갈구리> (김간난)
- 2016.02.13 <이리온, 리우> (아이)
- 2016.02.20 <어느 곳에나 있는 여자> (네티즌1)
- 2016.02.27 <컨츄리 라디오> (할머니2)
- 2016.03.05 <재원이는 1학년> (학부모1)
- 2016.03.12 <곡예사의 첫사랑> (상권 母)
- 2016.04.02 <엘리트 학원 구하기> (여학생1)
- 2016.05.21 <바담 풍, 바람 퐁> (친구엄마)
- 2016.05.28 <폭식을 멈추는 0번째 방법> (아줌마)
- 2016.06.04 <나는 꿈꾸었다> (형욱 母)
- 2016.06.18 <위험한 아이> (민수)
- 2016.07.02 <이봐요 경숙씨> (정진주)
- 2016.07.16 <관계자 출입금지> (지영)
- 2016.07.30 <해피 버스데이 투유> (연화 母)
- 2016.08.13 <알파준> (지은)
- 2016.09.17 <나비> (만석이 妻)
- 2016.09.24 <유성우 떨어지는 밤> (현자)
- 2016.10.01 <Yesterday> (젊은 옥희)
- 2016.10.08 <부산에 가면 콩고 고릴라를 만날 수 있나요?> (혜미)
- 2016.10.15 <이 구역의 미친 사랑> (젊은 남희)
- 2016.10.22 <아버지를 찾아서> (구경꾼2/세빈)
- 2016.10.29 <아싸라비아, 천억만> (천송이/친구3)
- 2016.11.26 <별이 빛나는 밤에> (10살 태오)

라디오 극장 (KBS 라디오)
- 2015.03.01~2015.03.31 박지리 作 <양춘단 대학 탐방기>
- 2015.05.01~2015.05.31 박민규 作 <삼미슈퍼스타즈의 마지막 팬클럽>
- 2015.06.01~2015.06.30 이창훈 作 <퇴계 이황이 된 고교 일진 라이언>
- 2015.09.01~2015.09.30 박하익 作 <선암여고 탐정단>
- 2015.11.01~2015.11.30 정동재 作 <『전우치』나는 술사(術士) 전우치로다> (시녀)
- 2015.12.01~2015.12.31 서진 作 <하트브레이크 호텔> (102호)
- 2016.01.01~2016.01.31 김휘 作 <해마도시> (고은님/여종업원)
- 2016.02.01~2016.02.29 도진기 作 <가족의 탄생> (남문영)
- 2016.03.01~2016.03.31 김려령 作 <가시고백> (해설)
- 2016.04.01~2016.04.30 정아은 作 <모던하트> (민선/할머니)
- 2016.05.01~2016.05.31 정유정 作 <내 심장을 쏴라> (공주)
- 2016.06.01~2016.06.30 홍부용 作 <아빠를 빌려 드립니다> (담임/시어머니)
- 2016.08.01~2016.08.31 김종일 作 <몸>
- 2016.09.01~2016.09.30 이혜린 作 <열정같은 소리 하고 있네>
- 2016.10.01~2016.10.31 김호연 作 <망원동 브라더스> (해설)
- 2016.11.01~2016.11.30 이유선 作 <오버 더 힐 파티> (수민 母)
- 2016.12.01~ 김범 作 <공부해서 너 가져> (담임)

다큐멘터리 역사를 찾아서 (KBS 라디오)
- 2015.03.08 <제541편 반란 진압군 출정하다 (여자1)
- 2015.04.19 <제547편 남이장군과 북정가> (여종)
- 2015.05.10 <제550편 열세 살의 어린 임금과 수렴청정> (성종)
- 2015.05.17 <제551편 호패법을 폐하다> (성종)
- 2015.05.24 <제552편 좌리공신(佐理功臣), 왜 필요했나> (성종)
- 2015.05.31 <제553편 열세 살 어린 임금, 공부에 빠지다> (성종)
- 2015.06.21 <제556편 원상제((院相制)를 폐지하고 홀로 서다> (성종)
- 2016.01.03 <제584편 연산군, 폐비윤씨가 생모임을 알다> (어린 연산군)
- 2016.01.17 <제586편 사화전야, 충돌로 치닫는 삼사(三司)와 연산군> (궁녀)
- 2016.03.13 <제594편 유희와 음행이 도를 넘다> (광한선)
- 2016.06.26 <제609편 연산군의 한글탄압 - "언문사용을 금하라!"> (의녀2)
- 2016.07.03 <제610편 기생 장녹수, 후궁이 되다> (옥지화)
- 2016.07.17 <제612편 흥청 ? 운평 ? 광희 - 연산군의 여인들> (여자1)
- 2016.07.31 <제614편 폭정의 종말> (궁녀)
- 2016.08.21 <제617편 중종, 명나라 책봉은 좌절되고> (여자1)

와이파이 초한지 (KBS 1라디오)
- 2016.05.09 <1화> (캐스터)
- 2016.05.17 <7화> (여자2/3/4)
- 2016.05.25 <13화> (진행자)
- 2016.05.27 <15화> (여자1)
- 2016.06.01 <18화> (방사2)
- 2016.06.07 <22화> (부엉1)
- 2016.06.09 <24화> (계랑)
- 2016.06.10 <25화> (부엉1)
- 2016.06.13 <26화> (여자4)
- 2016.06.14 <27화> (아나운서)
- 2016.06.15 <28화> (여치)
- 2016.06.16 <29화> (여치/부엉1)
- 2016.06.17 <30화> (여치)
- 2016.06.20 <31화> (여치)
- 2016.06.23 <34화> (여치)
- 2016.06.24 <35화> (여치/부엉1)
- 2016.06.30 <39화> (아나운서)
- 2016.07.01 <40화> (부엉1)
- 2016.07.04 <41화> (캐스터)
- 2016.07.05 <42화> (부엉1)
- 2016.07.07 <44화> (부엉1)
- 2016.07.26 <57화> (쿵푸녀1)
- 2016.07.27 <58화> (쿵푸녀1)
- 2016.08.03 <63화> (쿵푸녀1)
- 2016.08.17 <73화> (여치)
- 2016.08.23 <77화> (더빙걸1)
- 2016.08.30 <82화> (더빙걸1)
- 2016.09.06 <87화> (더빙걸1)
- 2016.09.07 <88화> (더빙걸1)
- 2016.09.14 <93화> (더빙걸1)
- 2016.09.23 <100화> (군사3)
- 2016.09.28 <103화> (시녀)
- 2016.09.29 <104화> (시녀)
- 2016.10.07 <110화> (진군3)
- 2016.10.17 <116화> (더빙걸1)
- 2016.10.18 <117화> (궁녀)
- 2016.10.25 <122화> (밀정)
- 2016.10.31 <126화> (여자2)
- 2016.11.03 <129화> (여자1)
- 2016.11.29 <147화> (신하1)
- 2016.12.02 <150화> (처제/여치)
- 2016.12.05 <151화> (여치)